# João Antônio Mendes Tota
João Antônio Mendes Tota (em grafia antiga João Antônio Mendes Totta), primeiro e único barão de Mendes Tota (em grafia antiga Barão de Mendes Totta) CvC (Rio Grande do Sul, 7 de novembro de 1834 — Petrópolis, 28 de dezembro de 1922) foi um diplomata e empresário brasileiro.
Filho de João Antônio Mendes Tota. Foi cônsul do Brasil no Paraguai, além de ter exercido diversos cargos em empresas, como presidente da Companhia Nacional de Navegação e do Loide Brasileiro, além de membro do conselho fiscal do Banco do Brasil. Em Petrópolis foi tesoureiro da Câmara Municipal e agente do Correio.
Agraciado barão em 3 de agosto de 1889, era também cavaleiro da Imperial Ordem de Cristo e da Ordem de Cristo de Portugal.